# Catalunya-Àngel Mir
El Catalunya-Àngel Mir, conegut posteriorment com a Massi (codi UCI: MAS), va ser un equip ciclista professional català que va competir entre 2005 i 2006. Tenia categoria continental i estava patrocinat per la Generalitat de Catalunya i per les empreses Portes Àngel Mir, primer, i Bicicletes Massi, el segon any.
La principal victòria que va aconseguir va ser la Volta a l'Alentejo, per part de Xavier Tondo.
L'equip tenia la seu a Palafrugell.

## Principals ciclistes
- Mikel Gaztañaga
- Antoni Miguel Parra
- Xavier Tondo
- Carles Torrent

## Classificacions UCI
La següent classificació estableix la posició de l'equip en finalitzar la temporada.
UCI Europa Tour
| Temporada | Classificació per equips | Millor ciclista en la classificació individual |
| --------- | ------------------------ | ---------------------------------------------- |
| 2005      | 50è                      | Xavier Tondo (56è)                             |
| 2006      | 88è                      | Alberto Rodríguez (230è)                       |

UCI Amèrica Tour
| Temporada | Classificació per equips | Millor ciclista en la classificació individual |
| --------- | ------------------------ | ---------------------------------------------- |
| 2006      | 16è                      | Javier González (230è)                         |